# Sindrome di Lown-Ganong-Levine
La sindrome di Lown-Ganong-Levine ( LGL) è una sindrome cardiologica congenita, che fa parte delle tachicardie atrioventricolari da rientro (AVRT), così come la sindrome di Wolff-Parkinson-White.
Un tempo si pensava che fosse dovuta a una via accessoria che collegava atri e ventricoli, ma attualmente si ritiene che sia dovuta ad un'accelerazione della conduzione mediante il nodo atrioventricolare.

## Diagnosi
La sindrome LGL può essere diagnosticata nell'ECG a riposo, in pazienti in cui siano stati evidenziati episodi aritmici (battito cardiaco irregolare) e che presentino un intervallo PR inferiore o uguale a 0,12 secondi (120 ms) con un complesso QRS normale per morfologia e durata.
La LGL può essere distinto dalla sindrome di WPW perché le onde delta osservate nella sindrome di WPW non sono presenti nella sindrome di LGL. Il complesso QRS è stretto nella sindrome di LGL, al contrario del WPW, perché la conduzione ventricolare avviene attraverso il sistema His-Purkinje. La sindrome di Lown-Ganong-Levine è una diagnosi clinica riconosciuta prima dell'avvento degli studi di elettrofisiologia. È importante ricordare che non tutti gli ECG del WPW hanno un'onda delta; l'assenza di un'onda delta non esclude definitivamente il WPW.
Oltre all'osservazione elettrocardiografica di un intervallo PR corto e di un complesso QRS normale per morfologia e durata, la LGL allo studio elettrofisiologico endocavitario evidenzia un intervallo AH inferiore a 45 ms e fisso nonostante pacing atriale a frequenza crescente. L'intervallo AH è normale e non cambia durante pacing atriale a frequenza crescente.
La sindrome prende il nome da Bernard Lown, William Ganong e Samuel Levine.